# Miekojärvi
Le lac Mieko ou Miekojärvi est un lac finlandais situé dans la région de Laponie, partagé entre les communes d'Ylitornio et de Pello. Avec une superficie de 53,34 kilomètres carrés, c'est le soixante-seizième plus grand lac du pays. Son altitude moyenne est de 76,9 mètres.